# Горска република
„Горска република“ е български анимационен филм (късометражен) от 1952 година на режисьора Димитър Тодоров-Жарава, по сценарий на Бурян Енчев. Музиката е композирана от Атанас Бояджиев и Димитър Грива.

## Творчески и технически екип
| Режисьор Художник        | Димитър Тодоров-Жарава |
| Сценарий                 | Бурян Енчев |
| Оператор                 | Димитър Хаджиев |
| Художници-мултипликатори | Здравка Прахова Вера Коренева Радка Бъчварова Весела Гайтанджиева Лазар Коцев Марчела Димитрова                                                                       |
| Взели участие художници  | Йордан Георгиев Магда Гедова Зденка Дойчева Тодорка Дончева Бинка Вазова Тихомир Пиперков Наталия Балджиева Любомир Чакалов                                           |
| Музика                   | Димитър Грива Атанас Бояджиев |
| Звукоопеатор             | Георги Кръстев |
| Монтаж                   | Данка Найденова |
| Distributed by           | БЪЛГАРСКА КИНЕМАТОГРАФИЯ Студия за игрални филми „БОЯНА“ Студия за анимационни филми „София“ (Студия за научно-популярни и мултипликационни филми) /Copyright © 1953/ |